# Operário FC
Operário Futebol Clube – brazylijski klub piłkarski z siedzibą w mieście Campo Grande leżącym stanie Mato Grosso do Sul.

## Osiągnięcia
- MIstrz stanu Mato Grosso (Campeonato Matogrossense) (4): 1974, 1976, 1977, 1978.
- Mistrz stanu Mato Grosso do Sul (Campeonato Sul-Matogrossense) (10): 1979, 1980, 1981, 1983, 1986, 1988, 1989, 1991, 1996, 1997.
- President Cup (Korea Południowa): 1982.

## Historia
Klub Operário założony został 28 sierpnia 1938 robotników budowlanych miasta Campo Grande.
29 listopada 1999 klub stał się spółką akcyjną Operário Futebol Clube to Operário Futebol Clube S/A. Głównym lokalnym rywalem jest klub Comercial.